# Adrienne Martelli
Adrienne Elizabeth Martelli (Glendale, 3 de diciembre de 1987) es una deportista estadounidense que compitió en remo.
Participó en dos Juegos Olímpicos de Verano, obteniendo una medalla de bronce en Londres 2012, en la prueba de cuatro scull, y el quinto lugar en Río de Janeiro 2016, en la misma prueba.
Ganó cuatro medallas en el Campeonato Mundial de Remo entre los años 2010 y 2015.

## Palmarés internacional
| Juegos Olímpicos   | Juegos Olímpicos          | Juegos Olímpicos  | Juegos Olímpicos   |
| Año                | Lugar                     | Medalla           | Prueba             |
| ------------------ | ------------------------- | ----------------- | ------------------ |
| 2012               | Londres (Reino Unido)     | Medalla de bronce | Cuatro scull       |
| Campeonato Mundial |                           |                   |                    |
| Año                | Lugar                     | Medalla           | Prueba             |
| 2010               | Cambridge (Nueva Zelanda) | Medalla de bronce | Cuatro sin timonel |
| 2011               | Bled (Eslovenia)          | Medalla de plata  | Cuatro scull       |
| 2014               | Ámsterdam (Países Bajos)  | Medalla de plata  | Cuatro sin timonel |
| 2015               | Aiguebelette (Francia)    | Medalla de oro    | Cuatro sin timonel |